# 5'-リボヌクレオチド二ナトリウム
5'-リボヌクレオチド二ナトリウム（英: disodium 5'-ribonucleotide）はイノシン酸とグアニル酸のナトリウム塩を主成分とするリボヌクレオシド一リン酸ナトリウム塩の混合物である。5′-リボヌクレオタイドナトリウムとも呼ばれ、I+G とも記される。

## 概要
5'-リボヌクレオチド二ナトリウムはイノシン酸とグアニル酸のナトリウム塩を主成分としその他のリボヌクレオシド一リン酸ナトリウム塩を含みうる混合物である（⇒ #定義）。うま味をもつ粉末であり（⇒ #性質）、発酵により生成できる（⇒ #製法）。経口投与の安全性が実証されており（⇒ #安全性）、うま味調味料やスープの配合成分に用いられる（⇒ #用途）。

## 定義
5'-リボヌクレオチド二ナトリウムは呈味性ヌクレオチドであるイノシン酸とグアニル酸のナトリウム塩（5'-IMP・2Na と 5'-GMP・2Na）を主成分とし、その他のリボヌクレオシド一リン酸ナトリウム塩（5'-CMP・2Na, 5'-UMP・2Na）を含みうる混合物である。イノシン酸とグアニル酸が主成分であるため I+G とも略記される（以下この略記を用いる）。

## 性質
I+G は白色で無臭の粉末である。核酸系のうま味成分として人体に作用する。

## 製法
I+G はサトウキビやタピオカ、トウモロコシなどの澱粉から発酵法で生産されている。すなわち、増殖させた酵母のRNAを原料にして、アオカビのヌクレアーゼP1を作用させて5'-GMPと5'-AMPの混合物にし、コウジ菌のAMPデアミナーゼで5'-AMPのみを5'-IMPに転換することで生成される。このように混合物として製造されるため（I と G を分離精製せずに）I+G の形で利用されることが多い。

## 用途
うまみ調味料の主成分であるアミノ酸系のL-グルタミン酸ナトリウムに数パーセント配合すると、うま味を強く感じさせる効果があり、配合成分として使用される。代表的な味の素には2.5%が添加されており、ハイミーには8%が添加されている。
また、今日の加工食品には重要な添加物であり、市販のラーメンなどスープのうま味が重要な食品のほとんどに直接的、間接的（アミノ酸等と表示）に入っている。

## 安全性
イヌを対象とした実験では、血清アラントインにわずかな違いがあったことを除き、長期摂取による影響は認められていない。日本では、厚生労働省による指定添加物リストに収載されている。